# Adaba
Adaba är ett distrikt i Etiopien.   Det ligger i regionen Oromia, i den centrala delen av landet, 240 km söder om huvudstaden Addis Abeba.